# Wanka-Quechua
Wanka oder Huanca-Ketschua (Quechua Wanka limay „Wanka-Sprache“ oder Wanka Nunashimi, spanisch Quechua Huanca) ist eine Varietät des zentralen Zweiges der Quechua-Sprachfamilie (Quechua I oder Waywash nach Alfredo Torero), die im südlichen Teil des peruanischen Departements Junín gesprochen wird. Es handelt sich um die Sprache des historischen Volks der Wanka.

## Klassifikation
Wanka unterscheidet sich besonders in der Aussprache, aber auch in der Grammatik so stark vom südlichen Quechua (Chanka, Qusqu-Qullaw), dass eine Verständigung nicht möglich ist. Auch zum verwandten Ancashino sind die phonologischen Unterschiede so stark, dass sich Sprecher beider Varianten nur mit Mühe gegenseitig verständlich machen können.
Wanka zerfällt in drei Dialekte (Waylla, Waycha, Shawsha), die ungefähr den drei historischen Reichen der Wanka (Hanan Huanca, Lulin Huanca, Hatun Xauxa) entsprechen. Der Dialekt von Shawsha, der sich phonetisch und lexikalisch von den anderen beiden stärker unterscheidet (genauer: ursprüngliche Quechua-Merkmale bewahrt hat), wird im Ethnologue von SIL International als eigene Quechua-Sprache geführt, während Waycha-Wanka hier als Dialekt der Quechua-Sprache Waylla-Wanka zählt.

## Phonologische Besonderheiten
Wie andere Waywash-Mundarten und im Gegensatz zu Wampuy-Quechua kennt das Wanka jeweils drei lange (aa, ii, uu) und kurze Vokale (a, i, u). Mangels uvularem Plosiv gibt es keine Allophone [e] und [o]. Eine Besonderheit des Wanka (im Vergleich zu anderen Quechua-Varianten) ist, dass statt [r] fast immer [l] auftritt. Der ursprüngliche retroflexe Laut [ĉ] ("tr" bei Serafín Coronel Molina und Rodolfo Cerrón Palomino) hat sich (wie in nur relativ wenigen anderen Quechua-Varianten) erhalten, ebenso neben dem "sh" [š], wie es in allen zentralen und nördlichen Dialekten vorkommt, retroflexes [ŝ]. Ein Verständigungshindernis mit anderen Quechua-Sprechern besteht darin, dass im Waylla- und Waycha-Wanka das ursprüngliche [q] zu einem stimmlosen glottalen Plosiv (glottal stop) wird oder ganz verschwindet bzw. zu einer Verlängerung des Vokals führt (luuyay vs. südliches Quechua ruqyay „Lärm [machen]“). Im Shawsha-Quechua dagegen wird das ursprüngliche [q] wie [h] gesprochen, so dass es für andere Quechua-Sprecher leichter verständlich ist. Des Weiteren ist hier anlautendes [s] erhalten, das im Waylla- und Waycha-Wanka zu [h] geworden ist.

### Verschriftlichung
Lange Vokale werden seit der Regierung von Juan Velasco Alvarado (Wörterbuch und Grammatik Cerrón Palomino 1976) und bis heute offiziell mit Vokalverdopplung (aa, ii, uu) geschrieben. Dies konkurriert mit Schreibweisen in SIL-Publikationen, Texten der Zeugen Jehovas und der Bibel, wo „ä, ï, ü“ geschrieben wird. Für die retroflexen Laute [ĉ] und [ŝ] wurde 2014 die Verwendung der Digraphen ćh und śh vereinbart. Serafín Coronel Molina und Rodolfo Cerrón Palomino geben in ihren Publikationen den retroflexen Laut [ĉ] mit „tr“ wieder, was allerdings bei spanischen Lehnwörtern (z. B. trabajay) zu Ungenauigkeiten führt. Wo in anderen Quechua-Varianten /q/ steht, also der stimmlose glottale Plosiv des Waylla-Wanka und [h] des Shawsha-Wanka, werden von Cerrón und Coronel auch „q“ geschrieben (z. B. luqyay statt luuyay bzw. SIL lüyay „Lärm [machen]“), so dass die Texte für andere Quechua-Sprecher leichter zu lesen sind. In neueren Publikationen des peruanischen Bildungsministeriums werden die hier beschriebenen Laute mit ĉ und ŝ vs. ch und sh wiedergegeben, der stimmlose glottale Plosiv dagegen wie bei Cerrón und Coronel und den 2014 beschlossenen Regeln mit q. In anderen werden bereits die Digraphen ćh und śh verwendet.

## Grammatik
Das Wanka teilt mit den anderen Waywash-Mundarten die typischen Endungen wie beispielsweise die Endvokalverlängerung für die 1. Person beim Verb und bei der Possessivendung, -l- (<*r) für das Gerundium, -ĉuu (-ĉaw) für „in, auf, an“, -pita für „von, aus“ und -ma- für „mich, mir“. Die Pluralformen des Verbs werden wie bei den Quechua-Varianten von Huánuco (z. B. Huallaga, aber im Gegensatz zum Ancash-Quechua) mit -paaku- gebildet. Das Anhängen von kaq („seiend“) an ein Nomen erfüllt die Funktion eines bestimmten Artikels.

## Wortschatz
Wanka-Quechua teilt einen großen Teil des Wortschatzes mit anderen Waywash-Varianten, so z. B. yalquy „herauskommen“, aqcha „Haar“, ashiy „suchen“. Bestimmte Wörter des Waylla-Wanka entsprechen jedoch dem Südlichen Quechua, als häufigste tawa „vier“ und liy „gehen“, die im Shawsha-Wanka wie im übrigen Waywash ĉusku bzw. ayway heißen. Unter den allein im Waylla-Wanka (unter Einschluss des Waycha-Wanka) vorkommenden Wörtern sticht das Personalpronomen yaqa (ya'a) „ich“ heraus, das in allen anderen Quechua-Varianten ñuqa (im Shawsha-Wanka ñuha) heißt, so dass solche auswärtigen Quechua-Sprecher von den Waylla-Wanka auch ñuka (Plural ñukakuna) genannt werden.
Vergleichende Untersuchungen von Alfredo Torero, ebenso wie von Rodolfo Cerrón Palomino und Serafín Coronel Molina, die beide Wanka-Quechua als Muttersprache sprechen, beweisen, dass das Quechua bereits Sprache der Wankas war, bevor es von den Inkas in Cuzco gesprochen wurde. Mario Vargas Llosa irrt sich also, wenn er in seinem Roman Tod in den Anden behauptet, die Inkas hätten den Wanka ihre Sprache aufgezwungen. Allerdings haben sie Spuren in der Sprache in Form von Lehnwörtern hinterlassen, z. B. kari (Mann) oder irki (schwächliches Kind), bei denen q und r als k und r (statt l) auftreten. Wanka-Quechua gehört zum Quechua I (nach Torero), während die Inkas eine Variante von Quechua II (wie z. B. die heutigen Dialekte von Ayacucho und Cuzco) verwendeten. Diese Hauptzweige des Quechua hatten schon zur Inkazeit die Qualität verschiedener Sprachen, wie man auch an den so unterschiedlichen Quechua-Wörterbüchern von Domingo de Santo Tomás und Diego González Holguín aus dem 16. und 17. Jahrhundert erkennt.

## Dokumentation
Die linguistischen Unterschiede innerhalb der heute als Quechua bekannten Sprachfamilie waren den Gelehrten der katholischen Kirche seit den Anfängen der Kolonialzeit bekannt, und bereits in der Doctrina Christiana 1584 ist von „Barbarismen“ in den zentralperuanischen Mundarten der Lengua quichua die Rede. Juan de Figueredo veröffentlichte 1754 erstmals eine etwas ausführlichere Beschreibung des Quechua I (Waywash) oder der Lengua Chinchaysuyo, ohne dabei jedoch auf die Besonderheiten der in der Region der Huanca gesprochenen Mundarten im Vergleich zu anderen Waywash-Varietäten einzugehen. Die Waywash-Mundarten waren gegenüber dem Quechua der Region Lima bzw. später dem Cusco-Quechua stigmatisiert, so dass es in diesen Varianten kaum koloniale Literatur gibt. Eine erste besondere Berücksichtigung findet das Wanka-Quechua neben dem Ancash-Quechua und den südlichen Varianten Cusco-Quechua und Ayacucho-Quechua sowie dem Aymara in einem „Polyglotten Inka-Vokabular“ für katholische Priester im Jahre 1905. Für den Teil auf Wanka- und Chanka-Quechua war der Priester José Francisco Ráez verantwortlich, der kurz darauf zwei Werke über das Wanka-Quechua herausbrachte: Vocabulario de Ayacucho y Junín (1905) und Gramática del quíchua-huanca o sea del Centro del Perú (1917).
José María Arguedas veröffentlichte 1953 einige von ihm gesammelte Erzählungen über den Condenado oder Asiaj (Wanka-Quechua asyaq, „stinkend“), die er im Mantaro-Tal im Departamento Junín aufgezeichnet hatte, allerdings in spanischer Sprache. Erstmals wurden von Jorge Chacón Sihuay 1973 eine Reihe von gesammelten Erzählungen der mündlichen Tradition für den akademischen Gebrauch in phonetischer Umschrift veröffentlicht. Rodolfo Cerrón Palomino war es, der im Auftrag der Regierung Juan Velasco Alvarado als erster ein eigenes Wörterbuch und eine Grammatik für das Wanka-Quechua erarbeitete (beide veröffentlicht 1976). Bis heute ist allerdings die Produktion von Wanka-Texten im Vergleich zum südlichen Quechua, aber auch zum Ancash-Quechua, sehr spärlich. Einher geht dies mit dem Rückgang der Sprache in der zweiten Hälfte des 20. Jahrhunderts. Immerhin hat aber Santiago Vásquez de la Cruz 2006 ein neues Wörterbuch Wanka-Spanisch herausgegeben.

## Soziolinguistische Situation
Im Laufe der zweiten Hälfte des 20. Jahrhunderts ist das Wanka-Quechua durch staatliche Politik der Hispanisierung (Castellanización) (z. B. Sprechverbot in der Schule) besonders im Mantaro-Tal durch das Spanische verdrängt worden und hält sich nur noch in Berggegenden als Alltagssprache. Für das Shawsha-Wanka gab Wroughton 1996 an, die Sprache nur noch in einem Dorf aus dem Munde jüngerer Menschen gehört zu haben. Untersuchungen von 2014 in Cochangara (Distrikt Ahuac, Provinz Chupaca) zeigen auch für das Waylla-Wanka, dass Eltern auf Grund der sozialen Stigmatisierung der Sprache diese nicht mehr an die Kinder weitergeben.
2006 wurde eine Übersetzung des Neuen Testaments ins Waylla-Wanka durch die Wycliff-Bibelübersetzer in einer auf dem Spanischen basierten Rechtschreibung veröffentlicht. Dies ist praktisch das einzige auf Wanka-Quechua verfügbare Buch. Die evangelikale Misión Huanca, die das Evangelium in der Wanka-Sprache verbreiten will, gibt selbst ein Zeugnis über die sprachliche Situation ab. 2014 kamen Christen von der Mission in das Dorf Achin (Distrikt Comas, Provinz Concepción) und begannen mit wankasprachigen Bibellesungen vor Kindern des Dorfes, mussten aber feststellen, dass keines der Kinder Wanka sprach und nur wenige es verstanden. Einige Kinder erklärten, ihre Eltern sprächen perfektes Quechua, jedoch nur mit anderen Erwachsenen und niemals mit den Kindern.
Shawsha-Wanka und Waycha-Wanka werden von keinen Kindern mehr und nur noch wenigen älteren Erwachsenen gesprochen, Waylla-Wanka vorwiegend von Erwachsenen und nur noch von wenigen Kindern. Schulunterricht in dieser Sprache hat es bis in die jüngste Vergangenheit nie gegeben, doch auf Grund des von María Sumire entworfenen Sprachen-Gesetzes (Ley 29735) ist nach Angaben des Bildungsministeriums in allerletzter Zeit in einzelnen Schulen interkulturelle zweisprachige Erziehung (IZE, span. EIB) mit Waylla-Wanka eingerichtet worden. Fast überall findet der Unterricht jedoch nach wie vor nur auf Spanisch statt. Immerhin ist im traditionellen Sprachgebiet (Provinzen Huancayo, Chupaca, Concepción und Jauja) an 92 vorschulischen Einrichtungen, 144 Primar- und 122 Sekundarschulen IZE vorgesehen. An einigen Schulen ist auch der Erwerb des Wanka-Quechua als Zweitsprache vorgesehen. Im gesamten Departamento Junín dient 2013 Wanka-Quechua an 217 Schulen – darunter 119 in der Provinz Huancayo, 4 in Chupaca und 23 im Distrikt Ulcumayo – als Erstsprache und an 79 Schulen – darunter 40 in Chupaca, 33 in Concepción und 6 in Jauja – als Zweitsprache der Schüler, während an 67 Schulen im Norden und Osten von Junín andere Quechua-Varianten (Yaru/Tarma, Chanka) als Erstsprache der Schüler dienen. Über die Frage, in welchem Ausmaß tatsächlich Unterricht auf oder in Wanka-Quechua stattfände, gab es 2019 eine Debatte, nachdem der damalige links orientierte Gouverneur der Region Junín Vladimir Cerrón bemängelt hatte: „Im Mantaro-Tal unterrichtet niemand Quechua“. Nach einer Recherche wurde ihm vom Medienportal Ojo público widersprochen: Laut Informationen der regionalen und lokalen Bildungsinstitutionen (Héctor Chávez Melchor, Direktor von Dirección Regional de Educación de Junín sowie Unidades de Gestión Educativa Local, UGEL) gebe es im Mantaro-Tal (Jauja, Huancayo, Concepción und Chupaca) 241 Lehrer in der IZE, wenn auch die IZE erst in der Phase der Implementierung sei und es noch an Lehrern mangele. Zudem gebe es im Dezember 2018 im Mantaro-Tal 3539 zweisprachige Lehrer. Vladimir Cerrón wiederum entgegnete, dass die Bedingungen eines wirklich zweisprachigen Unterrichts nicht erfüllt würden, da die Lehrer nicht wirklich Quechua könnten und nichts daran außer der Bezeichnung „zweisprachig“ sei.
Die Sprecherzahl des Wanka-Quechua wurde bei Ethnologue bis zur 14. Ausgabe mit 300.000, inzwischen aber nur noch 250.000 Menschen angegeben. Quellen, die auf den Volkszählungsdaten von 1993 basieren, sprechen nur noch von 75.000 Sprechern. Bei Volkszählungen ergeben sich jedoch für Sprachen mit geringem Prestige regelmäßig zu niedrige Zahlen.